# Piazza Mokarta
Piazza Mokarta è una delle piazze principali della città di Mazara del Vallo. 
Leggenda vorrebbe che la piazza abbia preso nome da un generale arabo che nel 1075 assediò la città siciliana finché non venne sconfitto dalle forze di Ruggero I. In realtà, invece, ha preso nome da Porta Mokarta, la porta della città che si ergeva sul posto e che a sua volta prendeva il nome del castello Moyharta o Moxharta, così segnato sulle mappe medievali, al quale conduceva la via fuori le mura.
La piazza è dominata dall'Arco Normanno, porta d'ingresso dell'antico castello fatto erigere dopo il 1072 dallo stesso Ruggero in difesa della città. 

	
Nella piazza si trova una scultura-fontana bronzea raffigurante dei mostri marini emergenti dalle acque, opera di Pietro Consagra. L'opera intitolata Uomini che vengono dal mare è posizionata nel lato della piazza che si apre verso il mare.
La leggenda del generale arabo sconfitto da Ruggero I è riportata dal Pitrè, il quale racconta che "il fortunato normanno combattendo valorosamente contro gli infedeli si inoltrò nel mare e stava per rimanere vittima e annegare soverchiato dai nemici se non fosse stato in tempo soccorso dal SS. Salvatore cui aveva fatto voto d’innalzare in quel sito un tempio, come poi fece." 
Il tempio innalzato da Ruggero I è la Cattedrale del Santissimo Salvatore, distante pochi metri da piazza Mokarta, sulla cui facciata, rifatta nel secolo XVII, è stato posto un gruppo in marmo bianco, eseguito a spese del vescovo Bernardo Guasco nel 1584. La scultura in marmo rappresenta Ruggero a cavallo e sotto il cavallo un personaggio saraceno ma, come riporta il Pitrè, fu il popolo a vedere in quel saraceno un capitano di nome Mokarta.